# Remonstration
Eine Remonstration (von lateinisch remonstrare „wieder zeigen“) ist in Deutschland eine Gegenvorstellung oder eine Einwendung, die ein Beamter gegen eine Weisung erhebt, die er von seinem Vorgesetzten erhalten hat.
Darüber hinaus wird der Begriff Remonstration auch verwendet für eine Gegenvorstellung von Studenten gegen Klausurergebnisse an deutschen Universitäten und für den Widerspruch gegen die Entscheidung einer (EU-)Botschaft, ein Visum nicht zu erteilen.

## Remonstration im deutschen Beamtenrecht
Regelungen finden sich in § 63 BBG (bis 2009 § 56 BBG) und § 36 BeamtStG, ehemals § 38 BRRG.
Nach den Vorschriften des Beamtenrechts muss der Beamte seine dienstlichen Handlungen auf ihre Rechtmäßigkeit prüfen. Teilweise wird sogar von Remonstrationspflicht gesprochen. Hat er Bedenken gegen die Rechtmäßigkeit einer Weisung, so muss er seinem unmittelbaren Vorgesetzten gegenüber remonstrieren, d. h. gegen die Ausführung der Weisung Einwände erheben. Bestätigt der unmittelbare Vorgesetzte die Anweisung und sind die Bedenken des Beamten nicht ausgeräumt, so muss sich der Beamte an den nächsthöheren Vorgesetzten wenden. Der Beamte hat hier keinen Ermessensspielraum. Bestätigt auch der nächsthöhere Vorgesetzte (der Vorgesetzte des Vorgesetzten des remonstrierenden Beamten) die Anordnung, so muss der Beamte sie ausführen. Diese Gehorsamspflicht trifft den Beamten allerdings dann nicht, wenn er durch die Befolgung der Weisung eine Straftat oder Ordnungswidrigkeit begehen würde.
Der Beamte kann sich durch dieses Vorgehen vor Disziplinarverfahren schützen, wenn später die Rechtswidrigkeit der Anordnung festgestellt wird. Das Gleiche gilt für den Schutz vor Schadensersatzforderungen nach § 839 BGB (Amtshaftung) in Verbindung mit dem jeweiligen Beamtengesetz (§ 48 BeamtStG, § 75 BBG).
Die Remonstration ist im Beamtenalltag eine nur selten genutzte Möglichkeit, da ein potentieller Remonstrant häufig befürchtet, als Querulant abgestempelt zu werden. Trotzdem oder gerade deshalb wird die Remonstration in neueren Beiträgen zur Verwaltungsethik sowie zum Whistleblowing (Aufdeckung von Skandalen) thematisiert.
Auf eine Kleine Anfrage der Fraktion Bündnis 90/Die Grünen zum Verhältnis von Remonstrationen zu Frühpensionierungen bei Beamtinnen und Beamten antwortete die Bundesregierung unter anderem:

„Die Remonstration bedarf keiner besonderen Form, kann also mündlich oder schriftlich erfolgen. Die Personalreferate oder eine zentrale Stelle erhalten keine Kenntnis von Remonstrationen und deren Ergebnis auf der Fachebene. Sie dürften auch nicht in die Personalakte aufgenommen werden. Zur Personalakte gehören nur die Unterlagen, die die Beamten betreffen, soweit sie mit ihrem oder seinem Dienstverhältnis in einem unmittelbaren inneren Zusammenhang stehen (Personalaktendaten). Andere Unterlagen dürfen nicht in die Personalakte aufgenommen werden (§ 106 Absatz 1 Satz 4 und 5 BBG). Remonstrationen richten sich gegen fachliche Entscheidungen, entsprechend wären Vermerke über Remonstrationen in der Personalakte unzulässig. Mündliche Remonstrationen müssen auch im Fachvorgang keinen Niederschlag finden. Entsprechend gibt es keine Angaben zu der Zahl der Remonstrationen.“

## Remonstration an deutschen Universitäten
Der Begriff der Remonstration existiert auch an deutschen Universitäten. Dort haben Studenten in aller Regel das Recht, gegen die Bewertung ihrer Prüfungsleistung bei dem aufgabenstellenden Lehrstuhl Gegenvorstellung zu erheben. Gegenvorstellung erheben bedeutet, dass sich der Student mit den Korrektorbemerkungen auseinandersetzt und explizit darstellt, weshalb er der Ansicht ist, dass die ursprüngliche Bewertung der Prüfungsleistung unangebracht ist. Mit der Remonstration des Prüflings geht gleichzeitig das sogenannte Gebot des Überdenkens für den Prüfenden einher.
Dies muss in der Regel innerhalb einer bestimmten Frist nach Bekanntgabe der Noten bzw. nach dem Termin zur Einsicht in die Prüfungsleistung erfolgen. Entscheidungsbefugt darüber, ob sich die Note der Prüfungsleistung nach Bearbeitung der Remonstration ändert, ist in aller Regel der Dozent, welcher die Aufgabe gestellt hat, in deren Rahmen die Prüfungsleistung anzufertigen war. In neuerer Zeit ist als Zwischeninstanz zwischen dem Lehrstuhl und den Studenten ein  Prüfungsamt geschaltet, um u. a. die Entgegennahme der Gegenvorstellungen zu organisieren.

## Remonstration gegen Ablehnung eines Visumantrags
Deutsche Auslandsvertretungen kennen bei der Ablehnung eines Visumantrags ein  Remonstrationsverfahren, das ist die schriftliche Bitte des Antragstellers, den Visumantrag erneut zu überprüfen. Gleichzeitig besteht die Möglichkeit, gegen die Entscheidung zu klagen. Dafür zuständig ist immer das Verwaltungsgericht Berlin. Remonstration und Klage sind unabhängig voneinander möglich. 
Wenn der Ablehnungsbescheid eine Rechtsbehelfsbelehrung enthält (normalerweise nur bei Schengenvisa), beträgt die Frist für die Remonstration einen Monat, sonst ein Jahr.  In dem Remonstrationsschreiben sollten günstige Umstände und Begründungen aufgeführt werden, und es können auch weitere Unterlagen eingereicht werden.  
Der Visumantrag wird dann von einem anderen Mitarbeiter erneut überprüft, und es ergeht ein Remonstrationsbescheid mit Rechtsbehelfsbelehrung. Gegen den Bescheid kann wiederum geklagt werden.